# Parco nazionale di Takamanda
Il parco nazionale di Takamanda è un parco nazionale del Camerun situato al confine con la Nigeria. Nel febbraio del 2018 è stato iscritto nella lista dei candidati all'inclusione nel patrimonio dell'umanità dell'UNESCO.
Nel 1934 l'amministrazione coloniale britannica designò l'area come riserva forestale finalizzata allo sfruttamento del legname. Il parco venne istituito nel 2008 come parte, insieme al Parco nazionale di Cross River della Nigeria, di un'area protetta transfrontaliera creata a tutela della popolazione di gorilla di Cross-River, la specie di gorilla più in pericolo di estinzione con una popolazione complessiva stimata di 200-250 individui. Un terzo circa della popolazione totale di questa specie vive in questa zona.

## Geografia
Il parco nazionale si trova nel Camerun sud-occidentale, nella Regione del Sud-Ovest, al confine con la Nigeria.
È stato istituito nel 2008 e fa parte di un corridoio della biosfera al quale appartengono anche l'area dell'Okawango del Parco nazionale di Cross River, l'Afi Mountain Wildlife Sanctuary e il Mbe Mountains Community Wildlife Sanctuary.
Il parco è attraversato da numerosi fiumi e corsi d'acqua che fluiscono verso sud nei fiumi Makone e Magbe, il territorio si estende da un'altitudine minima di 115 m s.l.m. fino ai 1706 m s.l.m. verso est e nord comprendendo diversi ecosistemi. Il clima è prevalentemente umido con precipitazioni abbondanti, la temperatura media annuale è pari a 27 °C.

## Fauna
Nel parco si trovano 22 specie di mammiferi tra i quali spiccano diversi primati: oltre al già citato gorilla di Cross-River vi si trovano esemplari di scimpanzé del Camerun, il drillo, il cercopiteco di Preuss, il cercopiteco dalle orecchie rosse e il cercopiteco coronato.
Tra le altre specie l'elefante africano della foresta, il potamochero, il cefalofo azzurro, il bufalo della foresta, il cefalofo dal dorso giallo.
Le specie di rettili e anfibi sono 75 che rappresentano circa il 30% delle specie presenti in Camerun. Tra di essi l'osteolemo classificato come vulnerabile.
Nel parco sono state inventariate 67 specie di libellule su un totale complessivo di 182 specie presenti nella regione, 111 le specie di farfalle.
Nei numerosi corsi d'acqua sono state individuate 54 specie di pesci, una delle zone con la più elevata diversità dell'Africa Occidentale.

## Flora
Alla progressiva variazione della quota del terreno corrisponde una variazione degli ambienti permettendo la presenza di un ampio numero di microhabitat. Nel parco sono state inventariate oltre 1000 tipi di piante di 953 specie diverse.
Il territorio del parco si suddivide in cinque habitat principali: la parte pianeggiante è caratterizzata da foreste pluviali di tipo atlantico; lungo i numerosi corsi d'acqua si trovano foreste tipiche fascia riparia soggette a frequenti esondazioni; le foreste sulle pendici dei rilievi sono caratterizzate dalla presenza di esemplari Lophira alata; progredendo verso quote più elevate nella foresta aumentano gli esemplari di Cyatheales come la Alsophila manniana e di piante epifite come le orchidee; infine l'area montana (tra gli 800 e i 1.500 m), caratterizzata da Balsaminaceae, Acanthaceae e Costaceae.